# Жинішке (Толебійський район)
Жині́шке (каз. Жіңішке) — село у складі Толебійського району Туркестанської області Казахстану. Входить до складу Коксаєцького сільського округу.
Населення — 475 осіб (2021; 570 у 2009, 438 у 1999, 451 у 1989).